# Obrium pallidisignatum
Obrium pallidisignatum là một loài bọ cánh cứng trong họ Cerambycidae.